# Dulcian

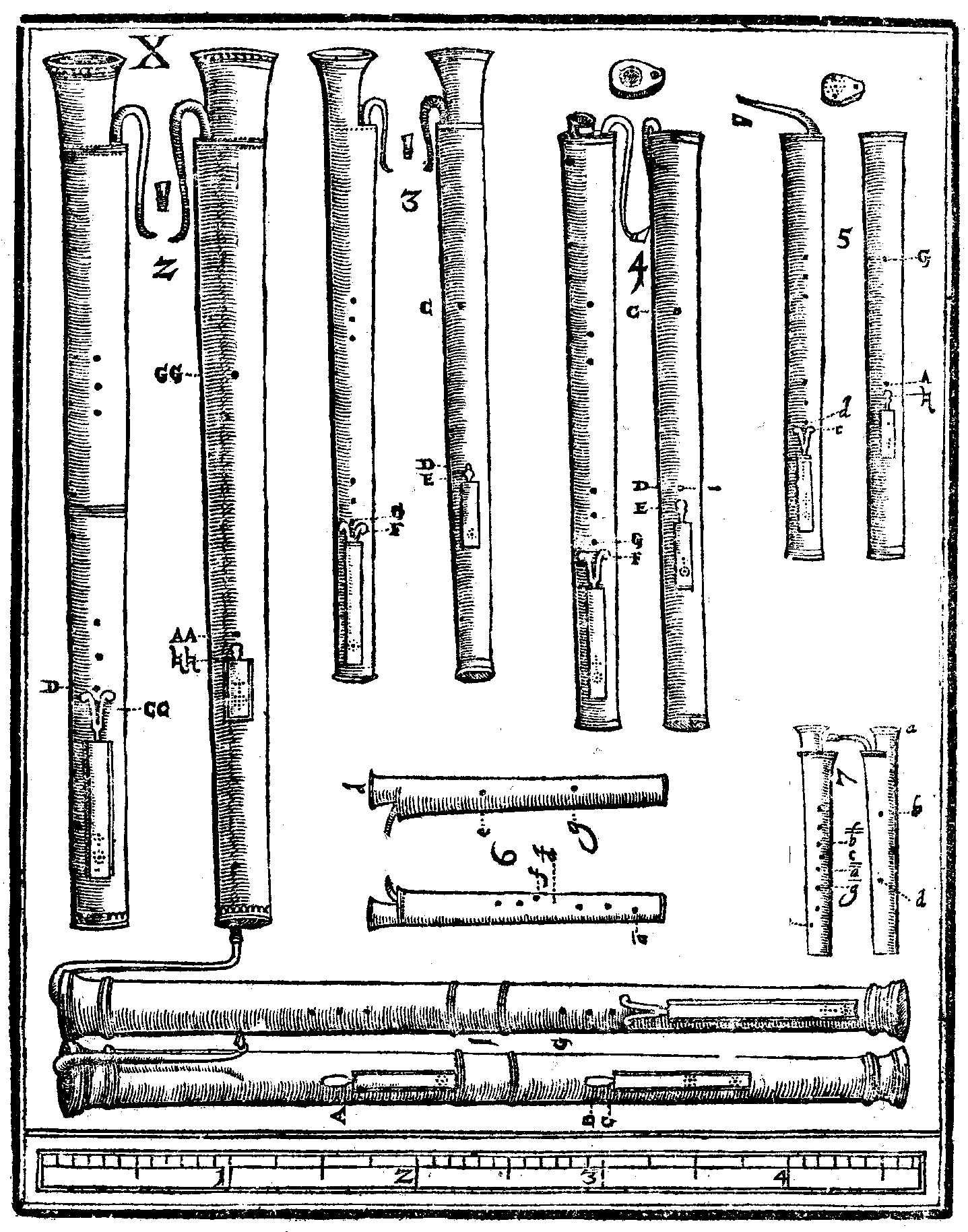
Různé velikosti dulcianů, jak je zobrazil Michael Praetorius v Theatrum Instrumentorum (1620)

Dulcian je renesanční dechový nástroj s dvojitým plátkem (strojkem) a dvojitým kónickým vývrtem. Je považován za přímého předchůdce fagotu. V jiných jazycích ho nacházíme pod názvy „curtal“ (anglicky), „dulzian“ (německy), „doulçaine“ (francouzsky), „bajón“ (španělsky) a „fagotto“ (italsky).
Tento nástroj prožil období největšího rozkvětu mezi léty 1550 a 1700, poté byl postupně nahrazen barokním fagotem. Pouze ve Španělsku přežil v omezené míře až do 20. století.

## O nástroji

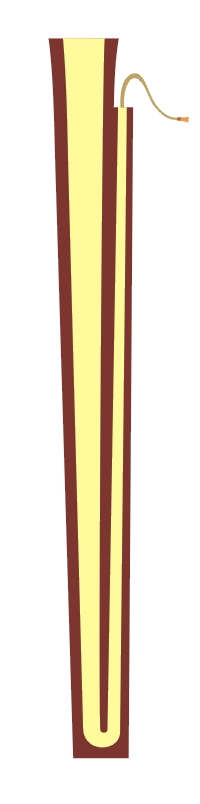
Schematický řez nástrojem

### Základní znaky
V první polovině 16. století, kdy se dulcian objevil, měly všechny nástroje s dvojitým plátkem strojek uzavřený buď ve vzdušnici (rauschpfeife, krumhorn, kornamusa, dudy), nebo byl strojek částečně ukryt v piruetě. Ta sloužila jako opora rtů při hře a vzdušnici pak tvořily tváře hráče (šalmaj).
U dulcianu hráč drží strojek přímo mezi rty, může tedy plně ovlivnit zvuk a intonaci nástroje. Podle historických záznamů i množství dochovaných nástrojů lze usoudit, že dulcian byl v době svého největšího rozkvětu hojně využíván jak v chrámové, tak i světské hudbě.

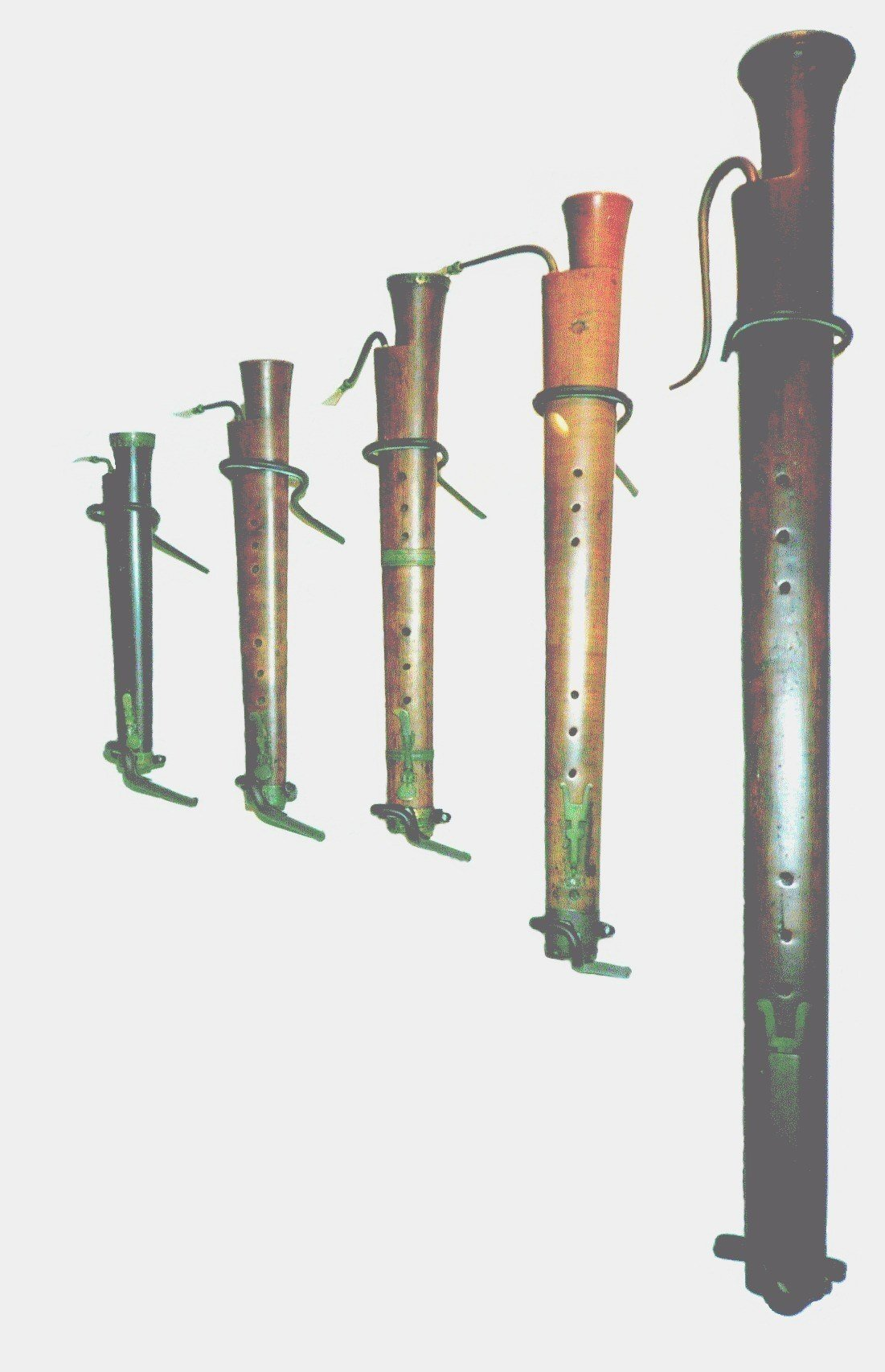
Dulciany ve sbírce Musea hudebních nástrojů v Bruselu

### Stavba
Dulcian je obvykle vyroben z javoru. Do bloku dřeva se nejprve vyvrtají pomocí vrtáků se stupňovanými průměry dva souběžné vývrty, dokončení do požadovaného tvaru se provede kónickými výstružníky. Vnější tvar nástroje se upraví hoblíkem. V dolní části nástroje se oba vývrty spojí kanálkem, celková délka zvukové trubice odpovídá tedy přibližně dvojnásobku vnější délky nástroje. Následuje vrtání hmatových otvorů. Strojek je nasazen na mosazném esu, hlavice nástroje může být otevřená nebo uzavřená. Zvuk z uzavřené hlavice je tlumenější. Některé nástroje byly potaženy kůží podobně jako cink.
Dulcian se vyráběl v různých velikostech, rozsah pokrýval obvykle 2 a půl oktávy. Nejčastějším typem byl basový in F s rozsahem C-f1, vyšší tenorový in C, dále pak altový in F nebo G a sopránový in C. Dochoval se i kvartbasový model in C.

### Použití a repertoár
Dulcian má všestranné použití. Jeho zvuk je dostatečně silný, takže se dobře uplatní v plenéru spolu se šalmaji, pozouny a dalšími nástroji. Dovede hrát i velice tiše, může tedy doprovázet subtilnější nástroje – cinky, zobcové flétny. Zároveň je dostatečně expresivní k tomu, aby byl využit se sborem jako nástroj colla parte.
Dulcian použilo ve vícesborových dílech mnoho autorů - Heinrich Schütz, Giovanni Gabrieli, virtuózní party ve svých kanzonách či sonátách připravili pro tento nástroj např. Dario Castello, Giovanni Batista Fontana, Bartolomeo De Selma E Salaverde a Philip Friedrich Böddecker.